# Seiren Voice
Seiren Voice（セイレンボイス）は株式会社ドワンゴが開発した音声変換技術、およびそれをもとにドワンゴと株式会社エーアイが販売している音声変換ソフトウェアである。

## 概要
従来の声変換システムはリアルタイム性を重視したものであったが、Seiren Voiceは品質を重視して開発がなされた。開発者はヒホ（ヒロシバ）である。彼は読み上げ音声合成ソフトウェアのVOICEVOXの開発者でもある。Seiren Voiceは、100人の話者による高音質な音声データであるJVSコーパスとWaveRNNと呼ばれる音声合成用の深層学習モデルにより音声サンプルを生成している。なお、Seiren voiceのSeirenはギリシャ神話の海の怪物セイレーンからとられたもので、本製品の声で魅了して沼に沈めるという願いが込められたものである。本製品では、人の話し声を音素情報、音素の構成されているタイミング、音の高さの3要素に分解し、話者の発音の仕方、イントネーションやスピード、間の取り方などをディープライニングで再構築しながらターゲットのキャラクタの声に置き換えるものである。「歌モード」により歌声の再現も可能だが、日本語の学習データを使って開発がなされているため外国語の発音の品質は低くなる。2022年の発売当初のv1では、NVIDIA製のGPUを搭載した機器が必要という制限があったが、翌年に一部の製品でリリースされたv2ではGPUが搭載されていない機器でも使用が可能となり、声変換の所要時間も5分の1以下に短縮された。V2の公開以降は、V2のみを製品化させたSeiren Voice スタンダードパック(v2)と、V1とV2の双方のパックであるSeiren Voice コンプリートパック(v1&v2)として販売されている。また、V1の時点で購入していたユーザーはコンプリートパックのものにアップデートできるようになっている。元となる音声は録音またはWAVファイル、MP3ファイルの3形式で入力可能。出力は、WAVファイル（音声）、txtファイル（テキスト）、Labファイル（音声のタイミング情報）の3種類で書き出すことができる。

## 年表
- 2020年9月14日 - 株式会社ドワンゴの研究開発部門のDwango Media Villageは誰の声でも複数の人の声に変えることができる声変換システムを開発したと発表[2]。これと同時に、声変換を試すことができるデモページが公開された[7][注釈 1]。
- 2022年5月17日 - 製品第一弾となるSeiren Voice琴葉茜・葵とSeiren Voice結月ゆかりが発売される[8]。
- 2023年6月2日 - 一部の製品に対して、バージョン2をリリース[5]。同年8月3日までに全製品がバージョン2に対応[9]

## 製品一覧
| 音声ライブラリ名 | 発売日 （対応バージョン）             | キャラクター版権元         | 性別 | 音声データ提供者 | 備考 |
| ---------------- | ------------------------------------- | -------------------------- | ---- | ---------------- | --- |
| 琴葉茜・葵       | 2022年5月17日（v1) 2023年6月2日(v2）  | エーアイ                   | 女声 | 榊原ゆい         | 明るく元気な音声を手軽に表現することができる音声ライブラリ。エーアイからはA.I.VOICEの音声ライブラリとしても発売されている。 |
| 結月ゆかり       | 2022年5月17日（v1) 2023年6月2日(v2）  | VOCALOMAKETS               | 女声 | 石黒千尋         | 落ち着きのある大人びた女性の声をもとに、優しい音声を手軽に表現することができることが特徴の音声ライブラリ。同じくエーアイの製品であるA.I.VOICEのキャラクターとしても発売されている。                                                                                              |
| 紲星あかり       | 2022年6月17日（v1） 2023年6月2日(v2） | VOCALOMAKETS               | 女声 | 米澤円           | 明るく可愛らしい女の子の声をもとに、穏やかな音声を手軽に表現することができることが特徴の音声ライブラリ。同じくエーアイの製品であるA.I.VOICEのキャラクターとしても発売されている。                                                                                                |
| 伊織弓鶴         | 2022年9月29日（v1） 2023年8月3日(v2)  | エーアイ                   | 男声 | 松浦義之         | 優しく安心感のある男性の声をもとに、落ち着いた音声を手軽に表現することができることが特徴の音声ライブラリ。エーアイからはA.I.VOICEの音声ライブラリとしても発売されている。 |
| ずんだもん       | 2022年11月29日(v1) 2023年7月20日(v2)  | SSS合同会社                | 女声 | 伊藤ゆいな       | 生き生きとした音声を表現することができる音声ライブラリ。東北ずん子プロジェクトのキャラクター。 |
| 東北イタコ       | 2022年11月29日(v1) 2023年7月20日(v2)  | SSS合同会社                | 女声 | 木戸衣吹         | メリハリのある音声を表現することができることが特徴の音声ライブラリ。東北ずん子プロジェクトのキャラクター。 |
| 咲ちゃん         | 2023年3月12日（v1） 2023年8月3日(v2)  | 合同会社如月庵             | 女声 | しののめ。       | どこか幼気さの残る少女の声をもとに、思春期に揺れ動く女の子の可憐な音声を表現することができることが特徴の音声ライブラリ。鬼っ子ハンターついなちゃんの関連キャラクター。エーアイからはA.I.VOICEの音声ライブラリとしても発売されている。                                            |
| 東北ずん子       | 2023年7月20日(v1、v2)                 | SSS合同会社                | 女声 | 佐藤聡美         | ほんわかしたかわいらしい声をもとに、柔らかい音声を表現することができる音声ライブラリ。東北ずん子プロジェクトのキャラクター。クラウドファンディングの資金により制作される予定であるクラウドファンディングのSeirenVoice 東北ずん子コース支援者には6月30日に先行配布された。        |
| 東北きりたん     | 2023年7月20日(v1、v2)                 | SSS合同会社                | 女声 | 茜屋日海夏       | 自然体なままの可愛らしい声をもとに、落ち着いた音声を表現できることが特徴の音声ライブラリ。東北ずん子プロジェクトのキャラクター。クラウドファンディングの資金により制作される予定である クラウドファンディングのSeirenVoice 東北きりたんコース支援者には6月30日に先行配布された。 |
| つくよみちゃん   | 2024年12月20日（v1、v2）              | つくよみちゃんプロジェクト | 女声 | 夢前黎           | エーアイからはA.I.VOICEの音声ライブラリとしても発売が予定されている。クラウドファンディングにより制作が決定した。 |

## 注記
1. ↑  このデモページは、製品販売の直前に公開終了し、現在は製品のキャラクター一覧ページとなっている。